# 클라이브 러셀
클라이브 러셀(Clive Russell, 1945년 12월 7일 ~ )은 잉글랜드의 배우이다.

## 출연 작품
- 셜록 홈즈: 그림자 게임 - 캡틴 태너 역
- 브리티시 잡